# Gerbillus dasyurus
Gerbillus dasyurus је врста глодара из породице мишева.

## Распрострањење
Ареал врсте Gerbillus dasyurus обухвата већи број држава. Врста је присутна у Турској, Египту, Јордану, Либану, Сирији, Ираку, Саудијској Арабији, Оману, Уједињеним Арапским Емиратима и Јемену.

## Станиште
Станишта врсте су полупустиње и пустиње.

## Угроженост
Ова врста није угрожена, и наведена је као последња брига јер има широко распрострањење.